# Daniel Pollen
Pour les articles homonymes, voir Pollen (homonymie).
Daniel Pollen, né le 2 juin 1813 à Dublin et mort le 18 mai 1896 à Avondale,, est un homme d'État néo-zélandais, neuvième Premier ministre de Nouvelle-Zélande du 6 juillet 1875 au 15 février 1876.

## Biographie
Fils d'un maçon, il étudie la médecine en Irlande et devient médecin avant d'émigrer en Nouvelle-Galles du Sud à la fin des années 1830, puis de s'établir à Auckland, en Nouvelle-Zélande, en janvier 1840. Il assiste en février 1840 à la signature du traité de Waitangi qui fait de la Nouvelle-Zélande une colonie de l'Empire britannique. De conviction progressiste, il soigne gratuitement ses patients pauvres.
En 1847 il est employé comme médecin par une entreprise coloniale écossaise d'extraction de minerai de cuivre sur l'île Kawau. Dans le même temps, il devient contributeur au journal The New Zealander, pour lequel il rédige des articles appelant à l'obtention d'un gouvernement responsable pour la jeune colonie. Il se présente sans succès aux élections législatives de 1853, les premières de l'histoire de la colonie. À partir de la fin des années 1850, il prend partie pour les droits des Maoris, et rédige des articles pour les défendre, notamment durant les « guerres maories » des années 1860. Il appelle également à l'instauration du droit de vote des femmes,.
En 1861 le gouvernement de William Fox le fait membre du Conseil législatif, la chambre haute du Parlement de Nouvelle-Zélande. En 1873, le Premier ministre Julius Vogel le nomme Secrétaire colonial, c'est-à-dire ministre de l'Intérieur. En juillet 1875, Julius Vogel étant en visite en Allemagne, le gouvernement choisit Daniel Pollen comme nouveau Premier ministre. C'est toutefois Harry Atkinson qui dirige de fait réellement le gouvernement, et Daniel Pollen démissionne pour rendre la fonction à Vogel en février 1876 lorsque celui-ci revient,. Il redevient Secrétaire colonial jusqu'en octobre 1877, et demeure un membre actif du Conseil législatif jusqu'à sa mort, devenant progressivement davantage conservateur avec l'âge mais défendant toujours le droit de vote des femmes,.
Après cinq jours de maladie, il meurt à son domicile à Avondale le matin du 18 mai 1896, à l'âge de 82 ans. Il est « à peu près oublié aujourd'hui ».